# Kirche Höngg (Zürich)

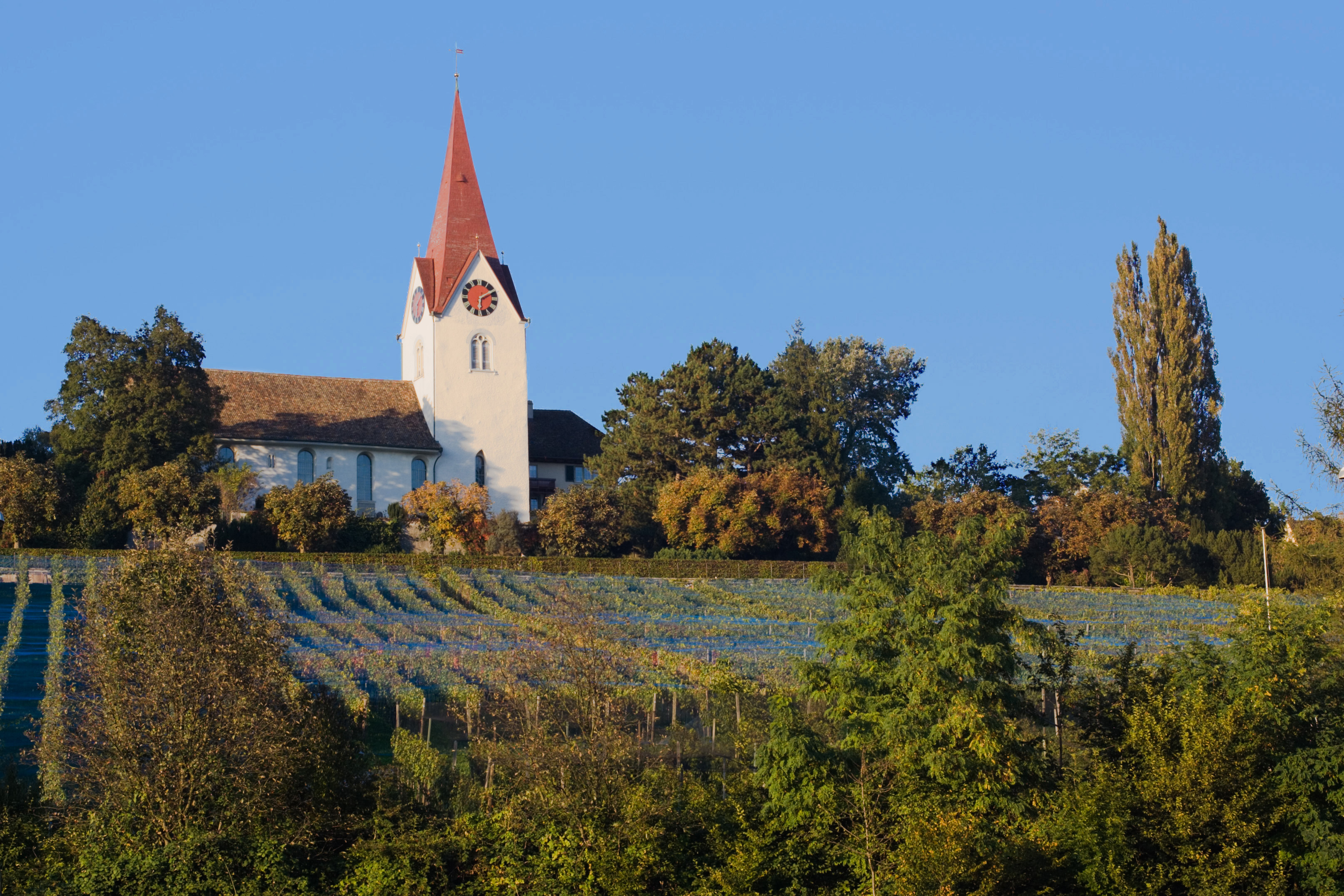
Kirche Höngg

Die Kirche Höngg ist eine evangelisch-reformierte Kirche in der Stadt Zürich, die von der Kirchgemeinde Zürich genutzt wird. Sie steht im Zentrum des gleichnamigen Quartiers am Wettingertobel 40 und bildet mit ihrem markanten Erscheinungsbild das Wahrzeichen des Quartiers Höngg.

## Geschichte
Erstmals wurde eine Kirche in Höngg urkundlich im Jahr 870 erwähnt. Der Edle Landeloh übergab zum Heile seiner Seele und seiner Vorfahren am 8. Februar 870 seine Kirche in Höngg ans Kloster St. Gallen. Das Kloster wiederum übergab die Kirche von Höngg im Jahr 890 der St. Mangs (Magnus)-Kirche, welche unter Salomo III., Bischof von Konstanz und Abt von St. Gallen, ausserhalb der Stadt St. Gallen errichtet worden war. Die Kirche in Höngg war nach den Siegeln der Leutpriester von 1297 und 1390 dem Hl. Mauritius geweiht. Über dem Haupteingang der heute reformierten Kirche Höngg war bis 1819 der Spruch zu lesen: «Die Kirche zu Höngg von Alters her zu St. Moritz genennet war.» Die Kirche gehörte zur Diözese Konstanz, in das Archidiakonat Zürich, in diesem zum Dekanate Kloten. Am 28. Juni 1376 wurde die Pfarrkirche von Höngg auf Befehl von Papst Gregor XI. dem Kloster Wettingen inkorporiert, was bis 1837 Bestand hatte. Zur Pfarrei Höngg gehörten auch die Kapelle von Regensdorf, 1364 von Niederhasli, St. Ottilien in Watt und auf dem nördlichen Hönggerberg die Kapelle der Hl. Theodul (Theodor) und Herhard. Auch Affoltern war bis 1683 nach Höngg kirchgenössig. Die Kirche Höngg wurde 1443 von den Eidgenossen niedergebrannt und 1446 von den Hönggern neu aufgebaut. Im Rahmen der Reformation im Jahr 1523 wurde der katholische Kult im Kanton Zürich verboten und die Kirche in Höngg für reformierte Gottesdienste weiter verwendet. Im 16. und 17. Jahrhundert wurde die Kirche nach Westen erweitert. 1703 erfolgte die Erweiterung des Kirchenschiffes nach Norden sowie die Erhöhung des gesamten Kirchenschiffes. 1783 wurden zwei Emporen an den Langseiten erbaut. 1863 wurde der Turmhelm mit Wimpergen erhöht, der Architekt war wahrscheinlich Gottfried Semper. 1896 wurde die Vorhalle im Westen errichtet. 1969 und 1993 erfolgten zwei Renovationen der Kirche.

## Baubeschreibung und Glocken

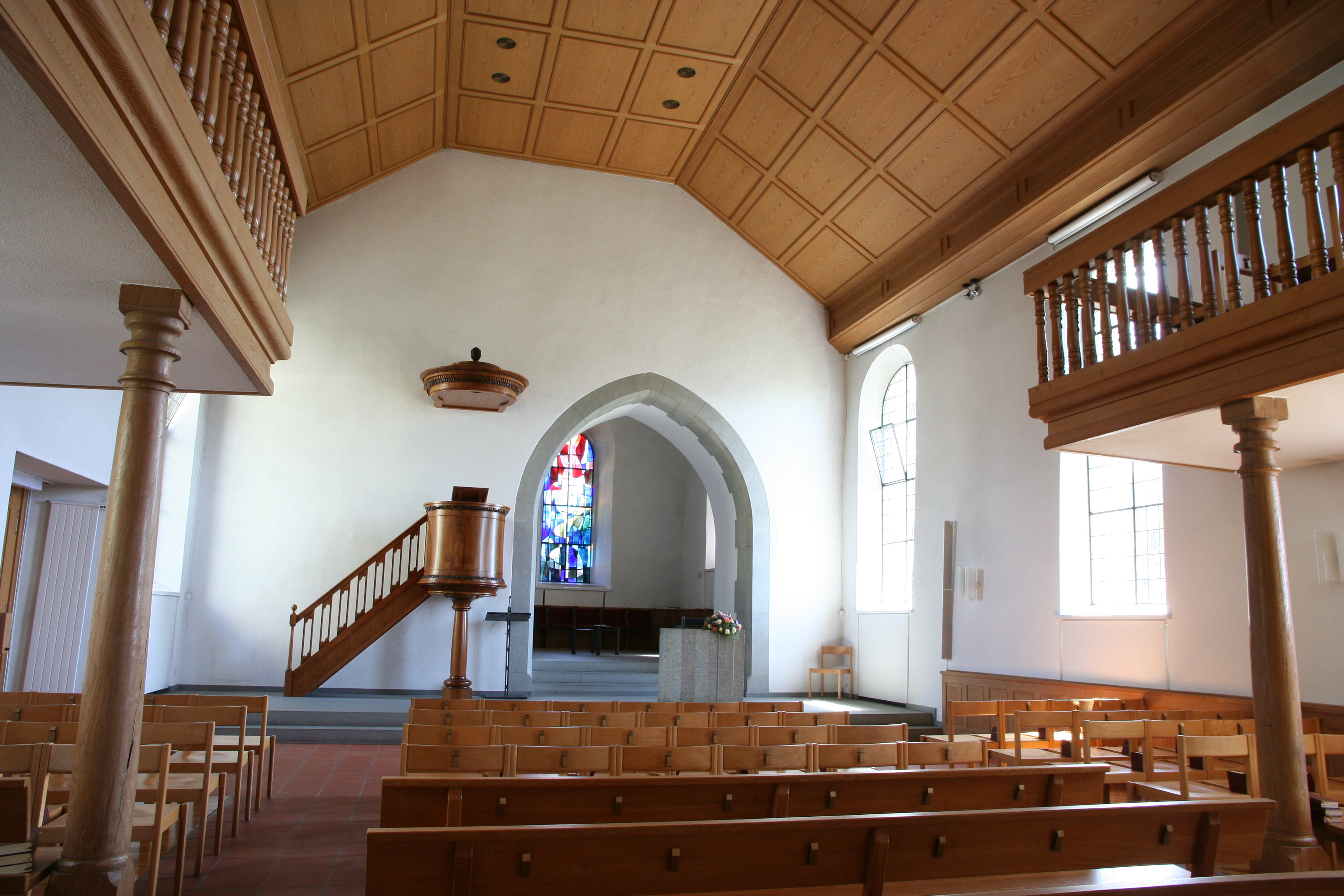
Innenansicht

Die einstige Dorfkirche von Höngg liegt oberhalb der Europabrücke und eines Weinbergs. Da sie im Limmattal weithin sichtbar ist, ist sie das Wahrzeichen des Quartiers Höngg. Besonders der monumentale Turm, der über dem Chor der Kirche errichtet wurde, trägt mit seiner Uhr, den Wimpergen und dem rot geschindelten Spitzhelm zum markanten Erscheinungsbild der Kirche bei. Auf der Südseite der Kirche befindet sich der Friedhof Höngg, der aus dem einstigen Kirchhof durch Anbauten hangabwärts entstanden ist. Auf der Nordseite der Kirche öffnet sich ein gepflasterter Platz zum Quartier. Die auf der Westseite angebaute Vorhalle von 1896 bietet den Kirchenbesuchern Schutz vor der Witterung. An der Südwand sind zwei gekuppelte Spitzbogenfenster aus dem 13. Jahrhundert sichtbar. Zusammen mit der alten rechteckigen Sakristei im Anschluss an den Chor sind sie Zeugen älterer Bauphasen der Kirche. 
Die vier Glocken wurden von Jakob II. Keller, Zürich-Unterstrass im Jahr 1863 gegossen.
| Nummer | Gewicht  | Ton | Name                     | Inschrift |
| ------ | -------- | --- | ------------------------ | --- |
| 1      | 2'777 kg | c′  | Elfiglogg                | Hoch thront die Sonn am Himmelszelt, so schaut herab der Herr der Welt. Ihn preis der Erdkreis, stimmet ein, er soll uns Gott und Vater sein. |
| 2      | 1'358 kg | e′  | Bättzytglogg             | Thu stehts dein Werk in Gottes Namen, er spricht dazu sein segnend Amen.                                                                      |
| 3      | 800 kg   | g′  | Sturmglogg               | Zag nicht wenn laut mein Ruf erschallt, wie herbe Noth dich auch umwallt. Auf Gott wirf deine Sorge hin, vertrau der Liebe Heldensinn.        |
| 4      | 335 kg   | c″  | Lycheglogg, Vieriglöggli | Wie herb am Grab dir scheine Gottes Rath, es reift doch Freudenernt aus Thränensaat.                                                          |

## Innenraum
Das Innere der Kirche besteht aus einem schmalen Schiff und einem quadratischen Chor. Durch die Verbreiterung des Kirchenschiffs um 3,20 Meter nach Norden ist das Zusammenspiel von Schiff und Chor heute asymmetrisch und stellt damit einen Sonderfall in der Reihe dörflicher Kirchen in der Stadt Zürich dar. Die u-förmige Empore ruht auf profilierten Eichensäulen. Aus dem 19. Jahrhundert stammt die Kanzel mit dem Schalldeckel, das Chorfenster wurde 1969 von Franz Karl Opitz gestaltet. Aus dem gleichen Jahr stammt der Taufstein der Kirche.

## Orgel

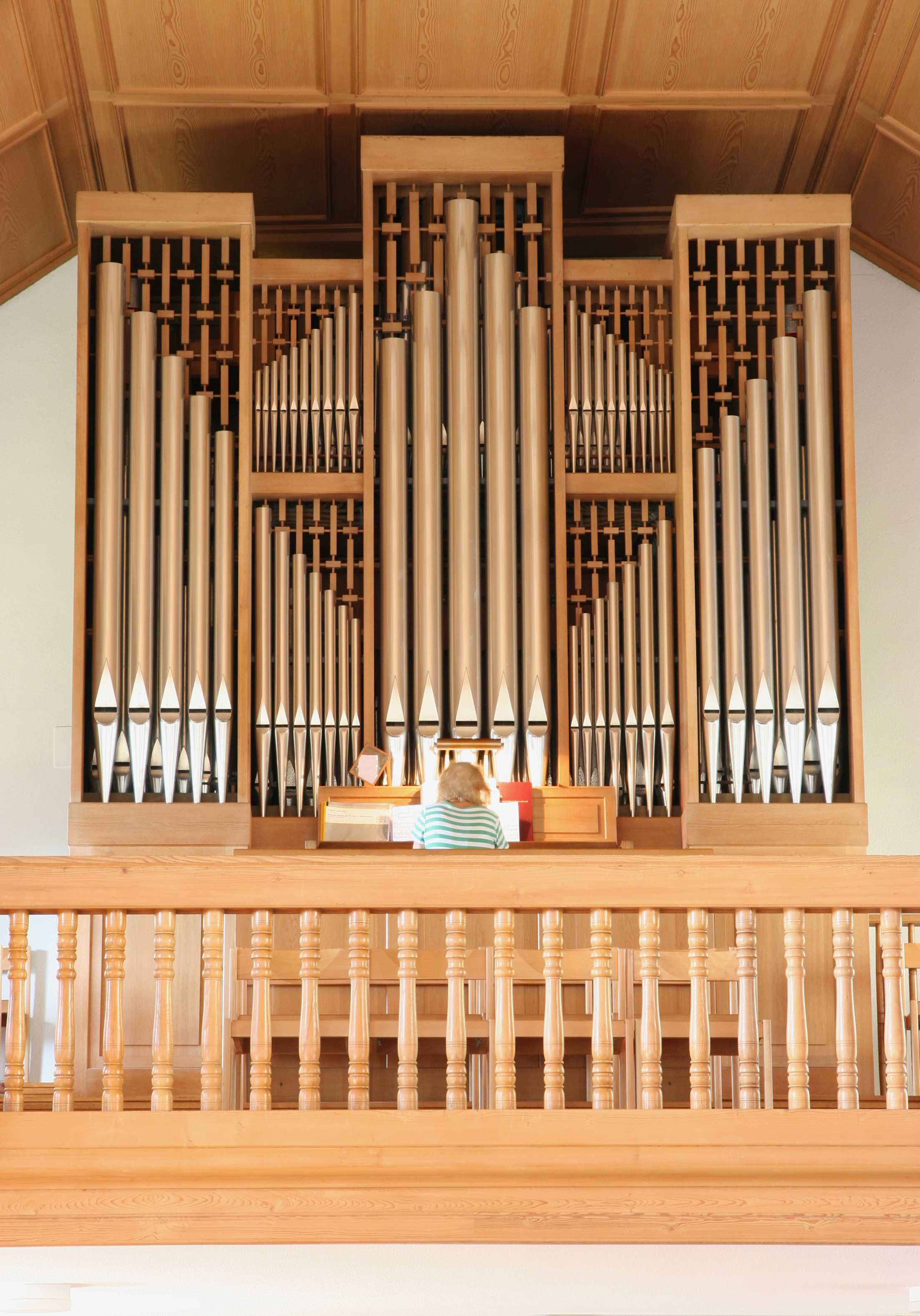
Kuhn-Orgel von 1972

Im Jahr 1898 wurde eine pneumatische Membranladenorgel durch Carl Theodor Kuhn, Männedorf, erbaut. Dieses Instrument besass neun Register auf zwei Manualen und Pedal. Bereits im Jahr 1925 wurde das erste Instrument durch eine neue, pneumatische Taschenladenorgel durch Carl Theodor Kuhn, Männedorf, mit 17 klingenden Registern auf zwei Manualen und Pedal ersetzt. Ihre heutige Orgel erhielt die Kirche Höngg im Jahr 1972. Es handelt sich um eine mechanische Schleifladenorgel, errichtet durch Orgelbau Kuhn AG, Männedorf, mit 20 Registern auf zwei Manualen und Pedal. 1991 erfolgte eine Revision des Instruments durch Orgelbau Kuhn AG, Männedorf.
| I Manual C–g3 |                |
| Pommer        | 16′            |
| Principal     | 8′             |
| Rohrflöte     | 8′             |
| Spitzflöte    | 4′             |
| Octave        | 4′             |
| Sesquialter   | 2 ⁄3′ + 1 3⁄5′ |
| Mixtur IV     | 2′             |
| Waldflöte     | 2′             |

| II Manual C–g3 |       |
| Gedackt        | 8′    |
| Spitzgambe     | 8′    |
| Principal      | 4′    |
| Blockflöte     | 4′    |
| Octave         | 2′    |
| Larigot        | 1 ⁄3′ |
| Scharf III     | 1′    |
| Schalmey       | 8′    |

| Pedal C–f1 |     |
| Subbass    | 16′ |
| Flöte      | 8′  |
| Piffaro II | 4′  |
| Posaune    | 8′  |

- Koppeln: II/I, I/P, II/P
- Tremulant auf alle Werke wirkend